# Salute mobile

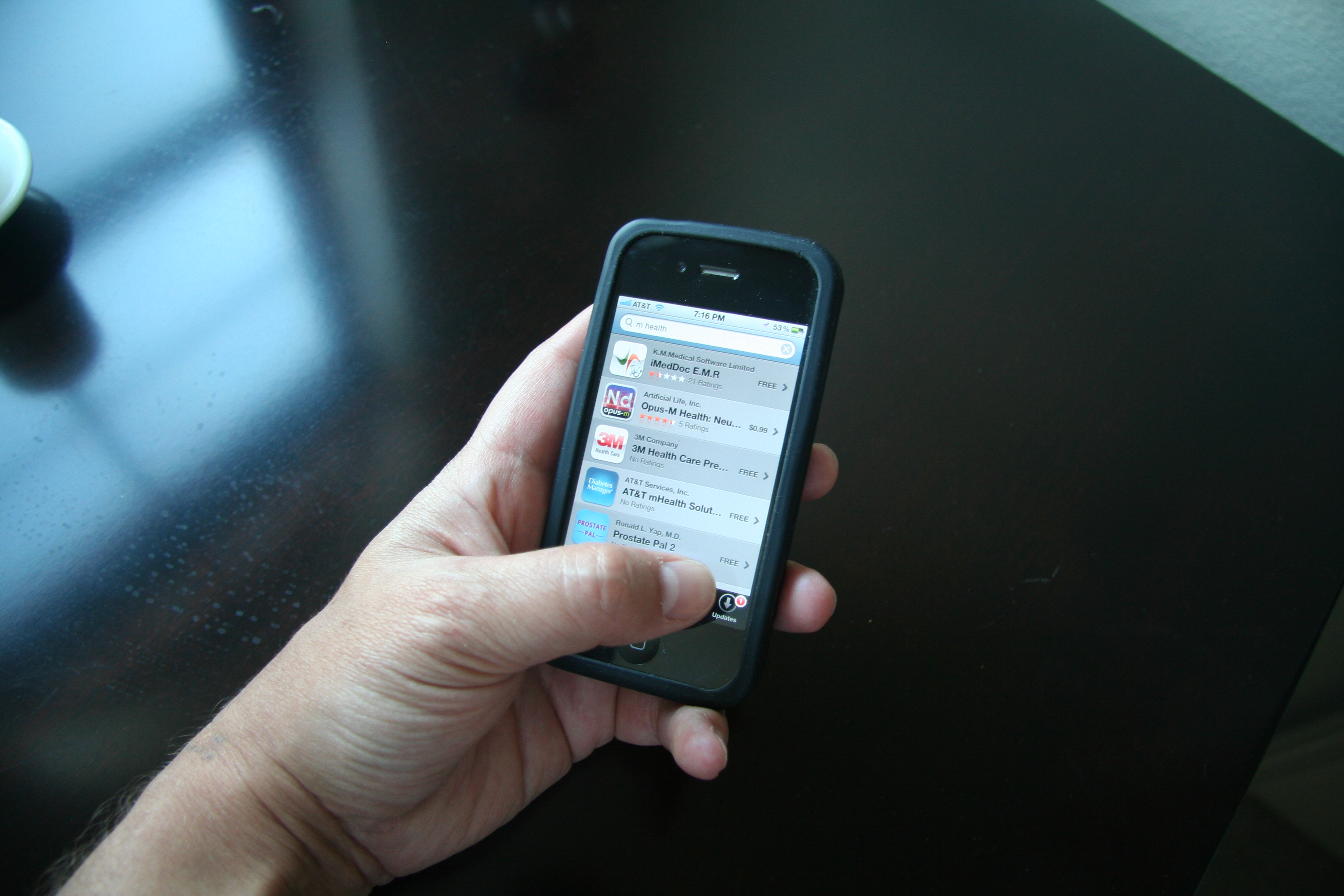
Un dispositivo mobile con app per la salute

La salute mobile (in inglese mobile health o più comunemente m-health) si riferisce all'uso di dispositivi mobili per accedere a pratiche e informazioni mediche e sanitarie. Il termine comprende una vasta gamma di strumenti di comunicazione mobile come telefoni cellulari, smartphone, tablet, palmari e dispositivi indossabili come gli smartwatch o gli smart-glasses, utilizzati per la prevenzione, promozione e trattamento della salute nonché il suo mantenimento, ma anche per l'informazione e la raccolta di dati. Nasce come campo emergente della "salute digitale" (e-health), che utilizza le tecnologie dell'informazione e della comunicazione (ICT).
Gli interventi di salute mobile (m-health) e salute digitale (e-health) sono vantaggiosi per diversi motivi, ad esempio per la loro disponibilità e accessibilità ad un prezzo sostenibile. Si caratterizzano inoltre per la grande personalizzazione, per la possibilità di fornire strategie in tempo reale agli utenti e per la possibilità di calibrare l'intensità dell'intervento in base alle esigenze specifiche.
Sebbene la salute mobile sia principalmente diffusa nelle nazioni industrializzate, è emerso come sia fondamentale anche per i paesi in via di sviluppo e nelle nazioni a basso reddito, dove si registra un rapido aumento della diffusione della telefonia mobile. Si afferma soprattutto come un mezzo per garantire un accesso più ampio ai servizi sanitari nei paesi in via di sviluppo, oltre ovviamente a migliorare la capacità dei sistemi sanitari in questi paesi, migliorando la qualità dell'assistenza sanitaria.
La salute mobile, attraverso i dispositivi mobili, prevede la raccolta di dati clinici e l'invio di informazioni di assistenza sanitaria a medici, ricercatori e pazienti, realizzando un monitoraggio in tempo reale dello stato di salute del paziente e proponendo una cura diretta e personalizzata (telemedicina mobile).
Le tecnologie digitali, come quelle wireless, hanno tutto il potenziale per rivoluzionare i modi in cui le popolazioni interagiscono con i servizi sanitari nazionali; infatti la salute digitale, e in particolare la salute mobile, ha dimostrato di migliorare la qualità e la copertura delle cure, aumentando l'accesso alle informazioni sanitarie e ai servizi e promuovendo cambiamenti positivi nei comportamenti della salute per prevenire l'insorgere di malattie acute e/o croniche.

## Usi medici
Le applicazioni di salute mobile sono progettate per supportare le procedure diagnostiche, assistere i medici nelle decisioni terapeutiche e promuovere l'educazione sulle malattie sia per i professionisti sanitari che per i pazienti. Inoltre hanno un grande potenziale in medicina e, se utilizzate insieme a fattori umani, possono migliorare l'accesso alle cure, la portata e la qualità dei servizi sanitari che possono essere forniti. Alcune applicazioni di salute mobile possono anche accrescere la capacità di migliorare la responsabilità nell'assistenza sanitaria e incrementare il continuum delle cure collegando i membri del team interdisciplinare.
La salute mobile è un aspetto della salute digitale che sta esplorando nuove modalità di acquisire, trasportare, archiviare, elaborare e proteggere i dati grezzi ed elaborati per fornire risultati significativi. Offre inoltre la possibilità di partecipare a distanza alla matrice valoriale dell'assistenza sanitaria, cosa che non è stata possibile in passato. La partecipazione non implica solo l'utilizzo dei servizi sanitari. In molti casi gli utenti remoti contribuiscono in modo prezioso alla raccolta di dati relativi a malattie e problemi di salute pubblica come l'inquinamento esterno, la droga e la violenza.
Sebbene ne esistano altre, il rapporto 2009 della Fondazione delle Nazioni Unite e della Fondazione Vodafone presenta sette categorie di applicazioni nel campo della salute mobile:
- Educazione e consapevolezza
- Assistenza telefonica
- Supporto diagnostico e terapeutico
- Comunicazione e formazione per gli operatori sanitari
- Monitoraggio di epidemie e malattie
- Monitoraggio remoto
- Raccolta dati remota

### Educazione e consapevolezza
I programmi di educazione e sensibilizzazione nel campo della salute mobile riguardano in gran parte la diffusione di informazioni di massa dalla fonte al destinatario attraverso servizi di messaggi brevi (SMS). Nelle applicazioni educative e di sensibilizzazione, i messaggi SMS vengono inviati direttamente ai telefoni degli utenti per offrire informazioni su vari argomenti, inclusi test e metodi di trattamento, disponibilità di servizi sanitari e gestione delle malattie. Gli SMS offrono il vantaggio di essere relativamente discreti, offrendo riservatezza ai pazienti in ambienti in cui le malattie (in particolare l'HIV/AIDS) sono spesso tabù. Inoltre, gli SMS forniscono una via per raggiungere aree di vasta portata, come le zone rurali, che possono avere un accesso limitato alle informazioni e all'istruzione sulla salute pubblica, cliniche sanitarie e una carenza di operatori sanitari.

### Linea di assistenza
La linea di assistenza in genere consiste in un numero di telefono specifico che chiunque può chiamare per accedere a una gamma di servizi medici. Questi includono consulenze telefoniche, reclami sui servizi e informazioni su strutture, farmaci, attrezzature e/o cliniche sanitarie mobili disponibili.

### Supporto diagnostico, supporto terapeutico, comunicazione e formazione per gli operatori sanitari
I sistemi di supporto diagnostico e terapeutico sono in genere progettati per fornire consulenza, sulla diagnosi e il trattamento dei pazienti, agli operatori sanitari in aree remote. Alcuni progetti possono fornire applicazioni per telefoni cellulari, come un sistema di albero decisionale medico passo dopo passo, per aiutare gli operatori sanitari nelle diagnosi; altri forniscono diagnosi dirette ai pazienti stessi. In questi ultimi casi, noti come telemedicina, i pazienti possono ad esempio scattare una fotografia di una ferita e consentire così a un medico remoto di diagnosticare o fornire cure specifiche. Entrambi i progetti di supporto alla diagnosi e al trattamento tentano di mitigare il costo e il tempo di viaggio per i pazienti che si trovano in aree remote.
I progetti di salute mobile all'interno del sottoinsieme di comunicazione e formazione per gli operatori sanitari, prevedono il collegamento degli operatori sanitari stessi a fonti di informazioni tramite il loro telefono cellulare. Ciò comporta il collegamento degli operatori sanitari con altri operatori, istituzioni mediche, ministeri della salute o altre case di informazioni mediche. Tali progetti prevedono inoltre l'utilizzo di telefoni cellulari per organizzare e indirizzare meglio la formazione di persona. I progetti di comunicazione migliorata tentano di aumentare il trasferimento di conoscenze tra gli operatori sanitari e migliorare i risultati dei pazienti attraverso programmi come i processi di riferimento dei pazienti. Ad esempio, l'uso sistematico della messaggistica istantanea mobile per la formazione e l'empowerment degli operatori sanitari ha portato a livelli più elevati di conoscenza clinica e minori sentimenti di isolamento professionale.

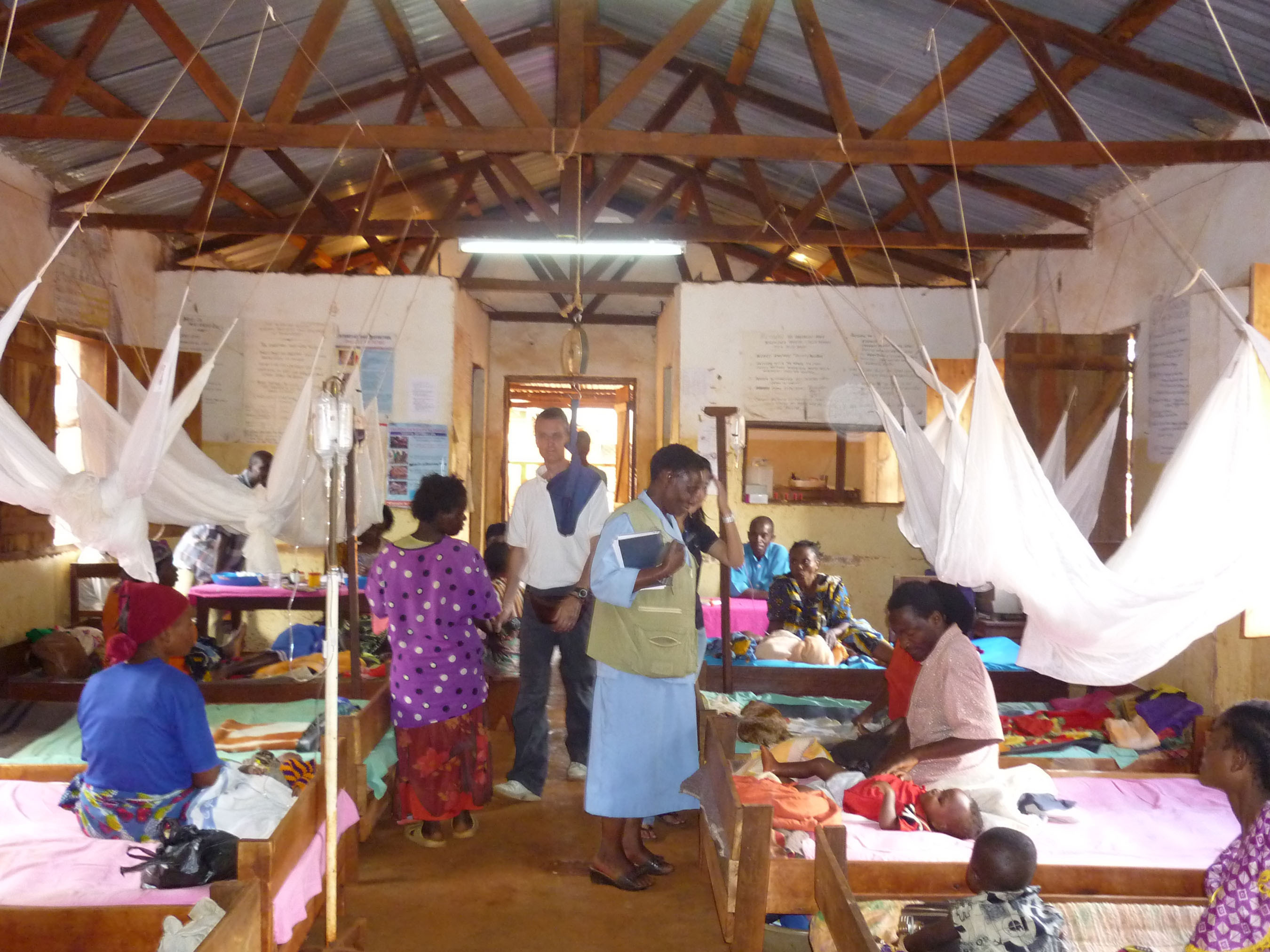
Clinica in Tanzania per la cura della Malaria, aiutata dal programma SMS for Life che utilizza i telefoni cellulari per fornire in modo efficiente il vaccino contro la malaria.

### Sorveglianza delle malattie, raccolta di dati a distanza e monitoraggio delle epidemie
I progetti all'interno di quest'area operano per utilizzare la capacità dei telefoni cellulari di raccogliere e trasmettere dati in modo rapido, economico e relativamente efficiente. I dati relativi all'ubicazione e ai livelli di malattie specifiche (come malaria, HIV/AIDS, tubercolosi, influenza aviaria) possono aiutare i sistemi medici o i ministeri della salute o altre organizzazioni a identificare i focolai e indirizzare meglio le risorse mediche nelle aree di maggiore necessità. Tali progetti possono essere particolarmente utili durante le emergenze, al fine di identificare dove si trovano i maggiori bisogni medici all'interno di un paese.
I responsabili politici e gli operatori sanitari a livello nazionale, distrettuale e comunitario necessitano di dati accurati per valutare l'efficacia delle politiche e dei programmi esistenti e modellarne di nuovi. Nei paesi in via di sviluppo, la raccolta di informazioni sul campo è particolarmente difficile poiché molti segmenti della popolazione sono raramente in grado di visitare un ospedale, anche in caso di malattia grave. La mancanza di dati sui pazienti crea un ambiente difficile in cui i responsabili politici possono decidere dove e come spendere le proprie (a volte limitate) risorse. Mentre alcuni software all'interno di quest'area sono specifici per un particolare contenuto o area, altri software possono essere adattati a qualsiasi scopo di raccolta dati.

### Supporto al trattamento e conformità ai farmaci per i pazienti
Il monitoraggio remoto e il supporto al trattamento consentono un maggiore coinvolgimento nella cura continua dei pazienti. Alcuni studi sembrano dimostrare anche l'efficacia nell'indurre stati affettivi positivi e negativi, utilizzando gli smartphone. All'interno di ambienti con risorse e posti letto limitati, e successivamente una cultura "ambulatoriale", il monitoraggio remoto consente agli operatori sanitari di monitorare meglio le condizioni del paziente, l'aderenza al regime terapeutico e la programmazione del follow-up. Tali progetti possono operare attraverso sistemi di comunicazione a una o due vie. Il monitoraggio remoto è stato utilizzato in particolare nell'area dell'aderenza ai farmaci per l'AIDS, malattie cardiovascolari, malattie polmonari croniche, diabete, salute mentale prenatale, lieve ansia e tubercolosi. Le valutazioni dei processi tecnici hanno confermato la fattibilità dell'implementazione di interventi personalizzati basati su SMS progettati per fornire un rinforzo comportamentale continuo per le persone che vivono con l'HIV. Specifiche applicazioni mobili potrebbero anche supportare l'aderenza all'assunzione di farmaci.
In conclusione, l'uso della tecnologia del telefono cellulare (in combinazione con un'interfaccia basata sul web) nell'assistenza sanitaria comporta un aumento della praticità e dell'efficienza della raccolta, del trasferimento, dell'archiviazione e della gestione dell'analisi dei dati rispetto ai sistemi cartacei. Studi formali e valutazioni preliminari del progetto dimostrano questo miglioramento dell'efficienza dell'erogazione dell'assistenza sanitaria grazie alla tecnologia mobile. Tuttavia, la mHealth non dovrebbe essere considerata una panacea per l'assistenza sanitaria. Possibili questioni organizzative includono la garanzia di un uso appropriato e la corretta cura del telefono cellulare, dei telefoni smarriti o rubati e la considerazione dei costi relativi all'acquisto delle apparecchiature. C'è quindi una difficoltà nel confronto nel soppesare gli interventi di mHealth rispetto ad altri interventi prioritari e basati sull'evidenza.

## Critiche e preoccupazioni
La ricerca sulla m-health ha suscitato critiche riguardo alla proliferazione di studi pilota frammentati nei paesi a basso e medio reddito, fenomeno noto come '"pilotite". L'entità degli studi pilota non coordinati ha spinto, ad esempio, nel 2012 la direttrice generale del General Health Services, la dott.ssa Jane Ruth Aceng, a diffondere la nota dove affermava "Al fine di garantire congiuntamente che tutti gli sforzi di eHealth siano armonizzati e coordinati, ordino che TUTTI i progetti/iniziative di e-health vengano sospesi." I presupposti che giustificano le iniziative di m-health sono stati contestati anche in studi sociologici. Ad esempio, si è affermato che i telefoni cellulari risultano essere meno ampiamente accessibili e utilizzabili di quanto spesso descritto nelle pubblicazioni relative alla m-health; le persone integrano i telefoni cellulari nel loro comportamento sanitario senza intervento esterno; e la stessa diffusione dei telefoni cellulari nei paesi a basso e medio reddito può creare nuove forme di esclusione digitale e sanitaria, che gli interventi di m-health (utilizzando i telefoni cellulari come piattaforma) non possono superare ma anzi possono potenzialmente accentuare. È stato anche affermato che m-health altera la pratica dell'assistenza sanitaria e le relazioni medico-paziente, nonché il modo in cui i corpi e la salute vengono rappresentati. Un'altra preoccupazione diffusa riguarda la privacy e la protezione dei dati, ad esempio nel contesto delle cartelle cliniche elettroniche.
Gli studi che esaminano le percezioni e le esperienze degli operatori sanitari primari che utilizzano m-heath hanno scoperto che la maggior parte degli operatori sanitari ha apprezzato di essere in contatto con i propri colleghi, tuttavia alcuni preferivano la comunicazione faccia a faccia. Alcuni operatori sanitari hanno anche ritenuto che mentre la segnalazione risultava migliorata e i membri del team che necessitavano di aiuto o formazione potevano essere identificati più facilmente, per contro alcuni degli operatori sanitari non si sentivano a proprio agio nell'essere monitorati continuamente. Una parte degli operatori sanitari ha dichiarato di preferire la documentazione cartacea. Inoltre l'uso di app mobili può talvolta portare gli operatori sanitari a dedicare più tempo a svolgere attività aggiuntive come la compilazione di moduli elettronici e, in alcuni casi, può generare un carico di lavoro maggiore. Alcuni operatori sanitari inoltre non si sentono a proprio agio nell'essere a contatto con i pazienti/clienti al di fuori dell'orario di lavoro (anche se alcuni professionisti invece lo hanno trovato utile per le emergenze).
Potrebbe essere necessario prendere in considerazione il processo di comunicazione con i clienti/pazienti durante l'utilizzo di un dispositivo mobile. Una diminuzione del contatto visivo e la possibilità di perdere segnali non verbali a causa della concentrazione su uno schermo mentre si parla con i pazienti potrebbe essere una potenziale criticità da tenere in considerazione.

## Società e Cultura

### Assistenza sanitaria nei paesi a basso e medio reddito
nessun dato
     meno di 9 250
     9250-16000
     16000-22750
     22750-29500
     29500-36250
     36250-43000
     43000-49750
     49750-56500
     56500-63250
     63250-70000
     70000-80000
     più di 80 000

Disability-adjusted life year per tutte le cause per 100000 abitanti nel 2004.
nessun dato
meno di 9250
più di 80000

I paesi a medio reddito e in particolare quelli a basso reddito devono affrontare una pletora di vincoli nei loro sistemi sanitari. Questi paesi affrontano una grave mancanza di risorse umane e fisiche, nonché alcuni dei maggiori fardelli di malattie, estrema povertà e grandi tassi di crescita della popolazione. Inoltre, l'accesso all'assistenza sanitaria a tutti i livelli della società è generalmente basso in questi paesi.
Secondo un rapporto dell'Organizzazione mondiale della sanità (OMS) del giugno 2011, i paesi ad alto reddito mostrano una maggiore attività di m-health rispetto ai paesi a basso reddito (in sintonia con le tendenze della sanità elettronica in generale). I Paesi della Regione Europea sono i più attivi e quelli della Regione Africana i meno attivi. I risultati del rapporto dell'OMS includevano anche che la m-health è più facilmente incorporabile in processi e servizi che storicamente utilizzano la comunicazione vocale attraverso le reti telefoniche convenzionali. Il rapporto è stato il risultato di un modulo di indagine m-health progettato dai ricercatori del Centro per la salute globale e lo sviluppo economico dell'Earth Institute, Columbia University.
L'OMS rileva un deficit estremo all'interno della forza lavoro sanitaria globale e anche gravi carenze di personale sanitario in 57 paesi, la maggior parte dei quali sono catalogati come paesi in via di sviluppo, e un deficit globale di 2,4 milioni di medici, infermieri e ostetriche. L'OMS, in uno studio sulla forza lavoro sanitaria in 12 paesi dell'Africa, rileva una densità media di medici, infermieri e ostetriche per 1 000 abitanti pari a 0,64. La densità della stessa metrica è quattro volte più alta negli Stati Uniti, a 2,6.
Inoltre, i paesi a basso e medio reddito sono costretti ad affrontare il peso sia dell'estrema povertà che della crescente incidenza di malattie croniche, come il diabete e le malattie cardiache, un effetto della ritrovata (relativa) ricchezza.
Considerando le scarse infrastrutture e le scarse risorse umane, l'OMS osserva che la forza lavoro sanitaria nell'Africa subsahariana dovrebbe essere aumentata fino al 140% per raggiungere gli obiettivi internazionali di sviluppo sanitario come quelli della Dichiarazione del Millennio (United Nations Millennium Declaration, svoltasi l'8 settembre 2000, a seguito di un Millennium Summit di tre giorni dei leader mondiali riuniti a New York presso la sede delle Nazioni Unite, dove l'Assemblea Generale delle Nazioni Unite ha adottato circa 60 obiettivi riguardanti la pace).

L'OMS, in riferimento alla condizione sanitaria nell'Africa subsahariana, afferma:
Il problema è così grave che in molti casi semplicemente non c'è abbastanza capacità umana nemmeno per assorbire, impiegare e utilizzare in modo efficiente i cospicui fondi aggiuntivi che sono considerati necessari per migliorare la salute in questi paesi. 
La tecnologia mobile ha fatto un'apparizione recente e rapida nelle nazioni a basso e medio reddito. Mentre, nel campo della m-health, la tecnologia mobile si riferisce solitamente alla tecnologia dei telefoni cellulari, qui viene discusso anche l'ingresso di altre tecnologie in queste nazioni per facilitare l'assistenza sanitaria.

#### Salute e sviluppo
Il legame tra salute e sviluppo può essere trovato in tre degli Obiettivi di Sviluppo del Millennio (MDG), come stabilito dalla Dichiarazione del Millennio delle Nazioni Unite nel 2000. Gli MDG che riguardano specificamente la salute includono la riduzione della mortalità infantile; migliorare la salute materna; lotta contro l'HIV e l'AIDS, la malaria e altre malattie; aumentare l'accesso all'acqua potabile sicura. Un rapporto sullo stato di avanzamento pubblicato nel 2006 indica che l'immunizzazione infantile e i parti da parte di assistenti al parto qualificati sono in aumento, mentre molte regioni continuano a lottare per ottenere riduzioni della prevalenza delle malattie della povertà tra cui malaria, HIV, AIDS e tubercolosi.

### Assistenza sanitaria nei paesi sviluppati
Nei paesi sviluppati, i sistemi sanitari hanno politiche e obiettivi diversi in relazione agli obiettivi di assistenza sanitaria personale e della popolazione.
Negli Stati Uniti e nell'UE molti pazienti e consumatori utilizzano i loro telefoni cellulari e tablet per accedere alle informazioni sanitarie e cercare servizi sanitari. Parallelamente il numero di applicazioni di m-health è cresciuto notevolmente negli ultimi anni.
Medici e infermieri utilizzano dispositivi mobili per accedere alle informazioni sui pazienti e ad altri database e risorse.

## Tecnologia e mercato
Le funzioni SMS di base e la comunicazione vocale in tempo reale costituiscono la spina dorsale e l'uso più comune della tecnologia di telefonia mobile. L'ampia gamma di potenziali benefici per il settore sanitario che le semplici funzioni dei telefoni cellulari possono fornire non deve essere sottovalutata.
L'attrattiva delle tecnologie di comunicazione mobile è che consentono la comunicazione in movimento, consentendo alle persone di mettersi in contatto tra loro indipendentemente dal tempo e dal luogo. Ciò è particolarmente vantaggioso per il lavoro in aree remote dove il telefono cellulare, e ora sempre più infrastrutture wireless, è in grado di raggiungere più persone, più velocemente. Come risultato di tali progressi tecnologici, la capacità di migliorare l'accesso alle informazioni e la comunicazione bidirezionale diventa più disponibile nel momento del bisogno.

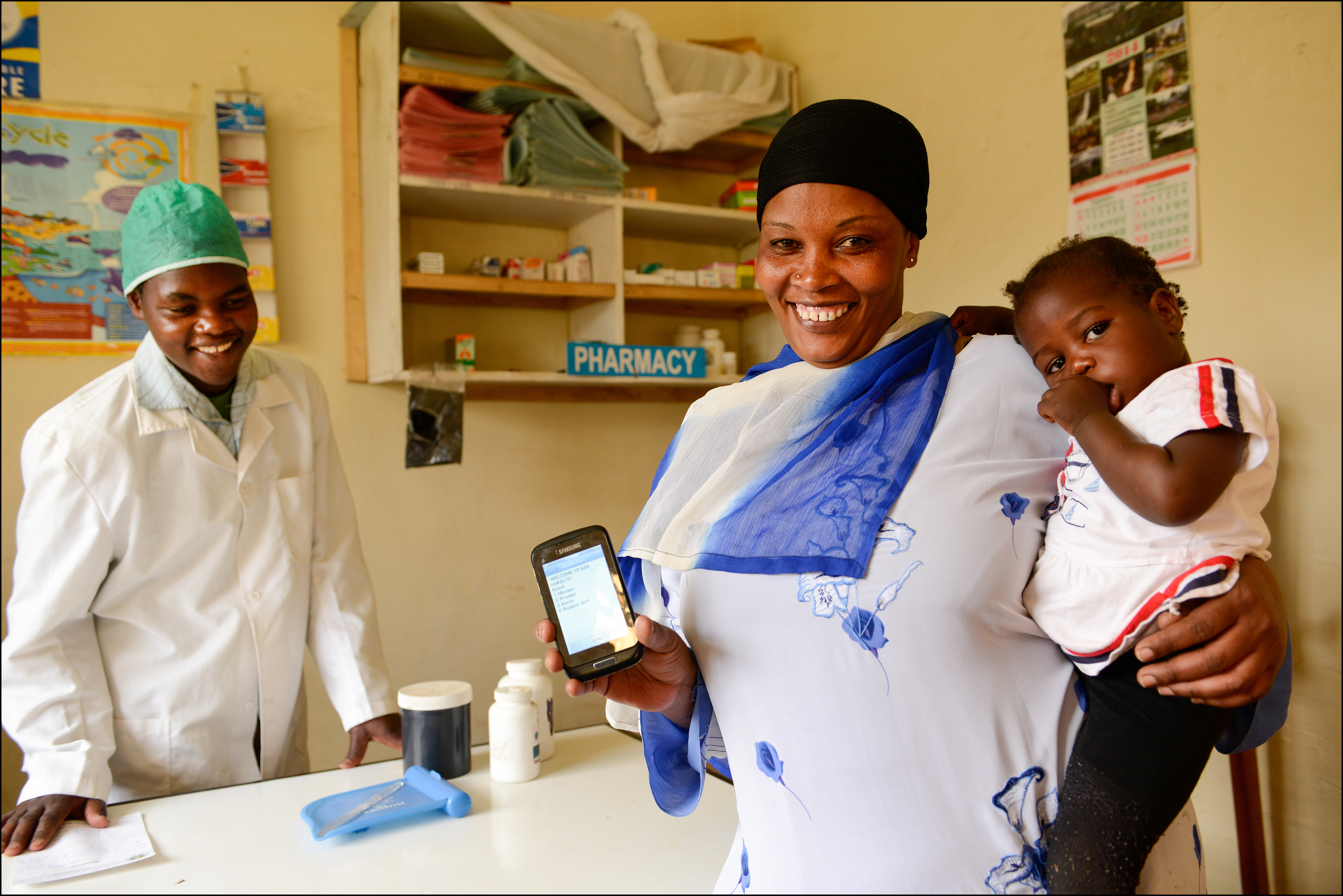
Programma PharmAccess m-health

### Telefoni cellulari
Con il tasso di penetrazione globale dei telefoni cellulari in drastico aumento negli anni 2000, i telefoni cellulari hanno fatto un rapido ingresso in molte parti del mondo a basso e medio reddito. I miglioramenti nelle infrastrutture tecnologiche per le telecomunicazioni, la riduzione dei costi dei telefoni cellulari e un aumento generale della spesa non alimentare hanno influenzato questa tendenza. I paesi a basso e medio reddito utilizzano i telefoni cellulari come "tecnologia del salto in avanti" (Leapfrogging, ossia il concetto che innovazioni piccole e incrementali portano un'azienda dominante a rimanere all'avanguardia). Cioè, i telefoni cellulari hanno permesso a molti paesi in via di sviluppo, anche quelli con infrastrutture relativamente povere, di aggirare la tecnologia della linea fissa del 20º secolo e passare alla moderna tecnologia mobile.
Il numero di abbonati globali di telefonia mobile nel 2007 è stato stimato a 3,1 miliardi su una popolazione globale stimata di 6,6 miliardi (47%), per arrivare ai 3,95 miliardi nel 2021, circa il 50% considerando una popolazione mondiale di 7,90 miliardi di persone.
Mentre i tassi di penetrazione dei telefoni cellulari sono in aumento, a livello globale, la crescita all'interno dei paesi non è generalmente distribuita uniformemente. In India, ad esempio, mentre i tassi di penetrazione della telefonia mobile sono aumentati notevolmente, i tassi di crescita di gran lunga maggiori si registrano nelle aree urbane. La penetrazione del mobile, a settembre 2008, era del 66% nelle aree urbane, mentre solo del 9,4% nelle aree rurali. La media di tutta l'India era allo stesso tempo del 28,2%. Quindi, mentre i telefoni cellulari possono avere il potenziale per fornire un maggiore accesso all'assistenza sanitaria a una porzione più ampia di una popolazione, ci sono certamente problemi di equità all'interno del paese da considerare.
I telefoni cellulari si stanno diffondendo perché il costo dell'implementazione della tecnologia mobile sta diminuendo e le persone, in media, stanno diventando più ricche nelle nazioni a basso e medio reddito. I fornitori, come Nokia, stanno sviluppando tecnologie di infrastruttura più economiche (CDMA) e telefoni più economici (meno di 50-100 dollari). La spesa per consumi non alimentari è in aumento in molte parti del mondo in via di sviluppo, sotto forma di reddito disponibile in crescita, causando un rapido aumento della spesa per le nuove tecnologie, come i telefoni cellulari. In India, ad esempio, i consumatori sono diventati e continuano a diventare più ricchi. I consumatori stanno spostando la loro spesa da necessità a discrezionale. Ad esempio, in media, il 56% del consumo della popolazione indiana è stato destinato al cibo nel 1995, rispetto al 42% nel 2005. Sebbene la quota totale del consumo sia diminuita, quello totale di alimenti e bevande è aumentato dell'82% dal 1985 al 2005, mentre il consumo pro capite di tali categorie di prodotti è aumentato del 24%. I consumatori indiani stanno diventando più ricchi e spendono sempre di più, con una maggiore possibilità di spendere in nuove tecnologie.

### Smartphone
Dal primo trimestre del 2015 al primo trimestre del 2021, 107.033 app m-health nella categoria salute e fitness erano disponibili tramite Apple Store e Google Play, con un aumento dell'11,37% rispetto al trimestre precedente. Tecnologie di telefonia mobile più avanzate stanno consentendo il potenziale per un'ulteriore fornitura di assistenza sanitaria. Le tecnologie degli smartphone sono ora nelle mani di un gran numero di medici e altri operatori sanitari nei paesi a basso e medio reddito. Sebbene tutt'altro che onnipresente, la diffusione delle tecnologie per smartphone apre le porte a progetti di m-health come il supporto diagnostico basato sulla tecnologia, la diagnostica remota e la telemedicina, suggerimenti di autovalutazione quotidiana pre-programmati, clip video o audio, navigazione web, navigazione GPS, accesso alle informazioni sui pazienti basate sul web, sorveglianza dei pazienti post-visita e sistemi informativi di gestione sanitaria (health management information systems - HMIS).
Mentre l'adozione della tecnologia degli smartphone da parte del settore medico è cresciuta nei paesi a basso e medio reddito, vale la pena notare che le capacità dei telefoni cellulari nei paesi a basso e medio reddito non hanno raggiunto la sofisticazione di quelli nei paesi ad alto reddito. L'infrastruttura che consente la navigazione web, la navigazione GPS e la posta elettronica tramite smartphone non è così sviluppata nella maggior parte dei paesi a basso e medio reddito. Una maggiore disponibilità ed efficienza nei sistemi di trasferimento voce e dati, oltre alla rapida implementazione dell'infrastruttura wireless, accelererà probabilmente l'implementazione di sistemi e servizi sanitari abilitati per dispositivi mobili in tutto il mondo.

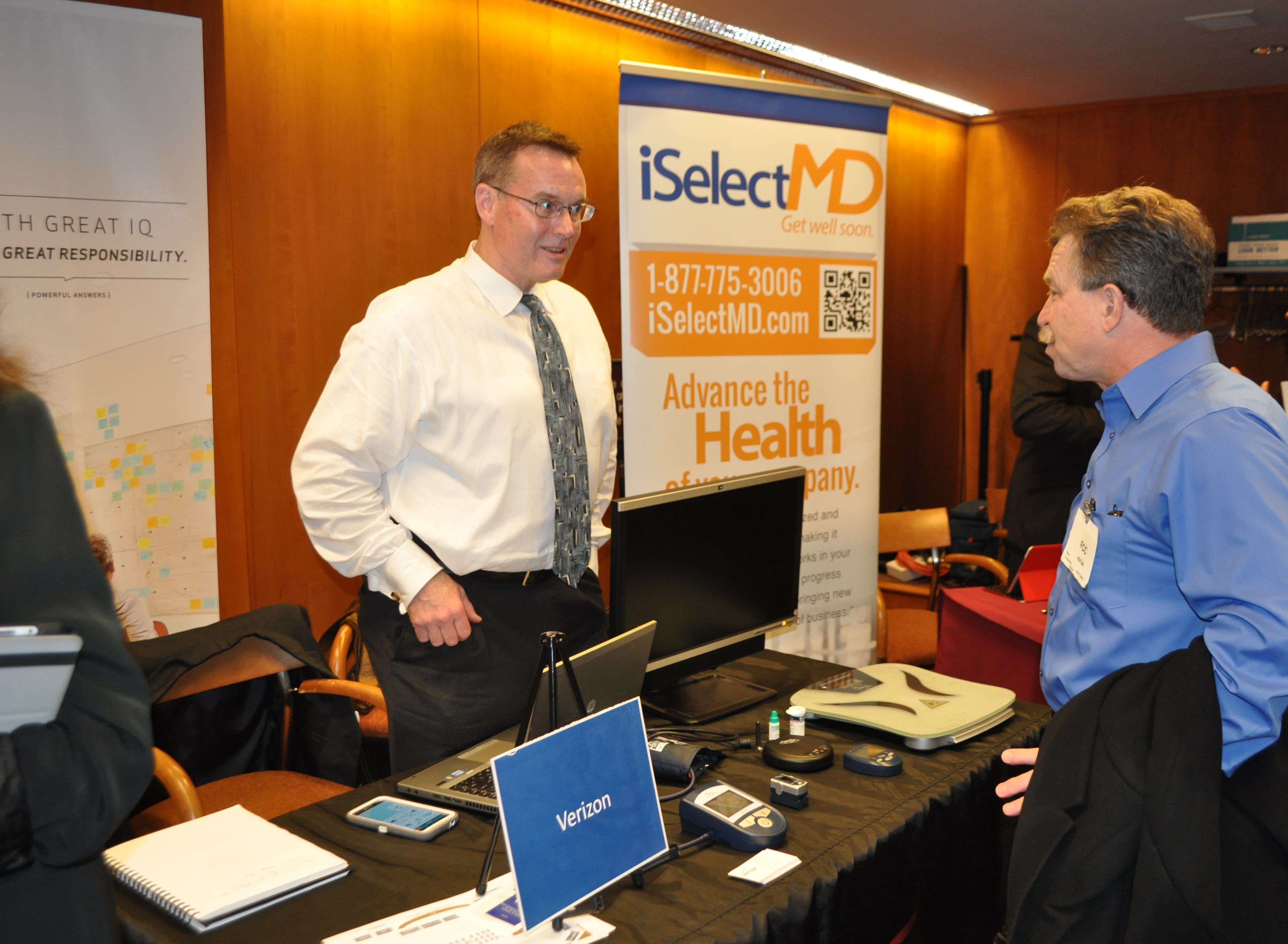
mHealth Innovation Expo del 2013

### Altre tecnologie
Oltre ai telefoni cellulari, sono in fase di sviluppo, test e commercializzazione laptop abilitati per il wireless e applicazioni software specializzate relative alla salute per l'uso nel campo della m-health. Molte di queste tecnologie, pur avendo qualche applicazione nelle nazioni a basso e medio reddito, si stanno sviluppando principalmente nei paesi ad alto reddito. Tuttavia, con ampie campagne di difesa del software libero e open source (FOSS), le applicazioni stanno iniziando a essere adattate e a farsi strada nei paesi a basso e medio reddito.
Alcune altre tecnologie di m-health includono:
- Dispositivi di monitoraggio del paziente
- Dispositivi mobili di telemedicina /teleassistenza
- Microcomputer
- Software di raccolta dati
- Tecnologia del sistema operativo mobile
- Applicazioni mobili (ad esempio soluzioni gammificate/di benessere sociale)
- Chatbot

#### Tecnologia del sistema operativo per dispositivi mobili
Le tecnologie si riferiscono ai sistemi operativi che orchestrano l'hardware dei dispositivi mobili mantenendo la riservatezza, l'integrità e la disponibilità necessarie per creare fiducia. Ciò potrebbe favorire una maggiore adozione di tecnologie e servizi di m-health, sfruttando dispositivi mobili multiuso a basso costo come tablet, PC e smartphone. I sistemi operativi che controllano queste classi emergenti di dispositivi includono Android di Google, iPhone OS di Apple, Windows Mobile di Microsoft e BlackBerry OS di RIM.
I sistemi operativi devono essere agili ed evolversi per bilanciare in modo efficace e fornire il livello di servizio desiderato a un'applicazione e all'utente finale, gestendo al contempo lo spazio di visualizzazione, il consumo energetico e la posizione di sicurezza. Con i progressi nelle funzionalità come l'integrazione di strumenti di collaborazione voce, video e Web 2.0 nei dispositivi mobili, è possibile ottenere vantaggi significativi nella fornitura di servizi sanitari. Nuove tecnologie di sensori come funzionalità video e audio HD, accelerometri, GPS, rilevatori di luce ambientale, barometri e giroscopi possono migliorare i metodi di descrizione e studio dei casi, vicini al paziente o all'utente del servizio sanitario. Ciò potrebbe includere diagnosi, istruzione, trattamento e monitoraggio.

#### Tecnologie di rilevamento della qualità dell'aria
Le condizioni ambientali hanno un impatto significativo sulla salute pubblica. Secondo l'Organizzazione mondiale della sanità, l'inquinamento dell'aria esterna rappresenta circa l'1,4% della mortalità totale. Utilizzando le tecnologie di rilevamento partecipativo nei telefoni cellulari, la ricerca sulla salute pubblica può sfruttare l'ampia penetrazione dei dispositivi mobili per raccogliere misurazioni dell'aria, che possono essere utilizzate per valutare l'impatto dell'inquinamento. Progetti come Urban Atmospheres utilizzano tecnologie incorporate nei telefoni cellulari per acquisire condizioni in tempo reale da milioni di utenti di telefoni cellulari. Aggregando questi dati, la politica sanitaria pubblica sarà in grado di elaborare iniziative per mitigare il rischio associato all'inquinamento dell'aria esterna.

### Dati
I dati sono diventati un aspetto particolarmente importante della m-health. La raccolta dei dati richiede sia il dispositivo di raccolta (telefoni cellulari, computer o dispositivo portatile) sia il software che ospita le informazioni. I dati si concentrano principalmente sulla visualizzazione di testo statico, ma possono anche estendersi ad algoritmi di supporto decisionale interattivi, altre informazioni visive su immagini e anche capacità di comunicazione attraverso l'integrazione di funzionalità di posta elettronica e SMS. L'integrazione dell'uso di GIS e GPS con le tecnologie mobili aggiunge un componente di mappatura geografica in grado di "taggare" la comunicazione voce e dati in una particolare posizione o serie di posizioni. Queste capacità combinate sono state utilizzate per i servizi sanitari di emergenza, nonché per la sorveglianza delle malattie, la mappatura delle strutture e dei servizi sanitari e altre raccolte di dati relativi alla salute.

## Storia
La motivazione alla base dello sviluppo del settore m-health deriva da due fattori. Il primo fattore riguarda la miriade di vincoli avvertiti dai sistemi sanitari dei paesi in via di sviluppo. Questi vincoli includono un'elevata crescita della popolazione, un elevato carico di prevalenza della malattia, bassa forza lavoro sanitaria, un gran numero di abitanti rurali e risorse finanziarie limitate per supportare le infrastrutture sanitarie e i sistemi di informazione sanitaria. Il secondo fattore è il recente rapido aumento della penetrazione dei telefoni cellulari nei paesi in via di sviluppo presso ampi segmenti della forza lavoro sanitaria, nonché la popolazione di un paese nel suo insieme. Con un maggiore accesso ai telefoni cellulari in tutti i segmenti di un paese, comprese le aree rurali, il potenziale di riduzione dei costi di informazione e transazione per fornire assistenza sanitaria migliora.
La combinazione di questi due fattori ha motivato molte discussioni su come sia possibile sfruttare un maggiore accesso alla tecnologia dei telefoni cellulari per mitigare le numerose pressioni affrontate dai sistemi sanitari dei paesi in via di sviluppo.

## Ricerca
Tendenze emergenti e aree di interesse:
- Sistemi di risposta alle emergenze (ad esempio, incidenti stradali, cure ostetriche di emergenza).
- Coordinamento, gestione e supervisione delle risorse umane.
- Diagnostica mobile sincrona (voce) e asincrona (SMS) e supporto decisionale ai medici remoti[70].
- Formulario incentrato sul medico, basato sull'evidenza, e database, informazioni di supporto decisionale disponibili presso il punto di cura[70].
- Integrità della catena di approvvigionamento farmaceutica e sistemi di sicurezza del paziente (ad esempio Sproxil e mPedigree)[71].
- Assistenza clinica e monitoraggio remoto del paziente (ad esempio Clear Arch Health[72]).
- Servizi di estensione della salute.
- Monitoraggio ospedaliero[73].
- Monitoraggio e reporting dei servizi sanitari.
- M-learning relativo alla salute per il grande pubblico.
- Servizi di sanità pubblica, ad esempio smettere di fumare[74].
- Promozione della salute mentale[18][75] e prevenzione delle malattie[76].
- Formazione e sviluppo professionale continuo per gli operatori sanitari[77].
- Promozione della salute e mobilitazione della comunità.
- Supporto di condizioni a lungo termine, ad esempio promemoria di farmaci e autogestione del diabete[78][79].
- Gestione della salute personale peer-to-peer per la telemedicina[80].
- Mobilitazione sociale per la prevenzione delle malattie infettive[81].
- Follow-up chirurgico, ad esempio per pazienti con artroplastica[82][83].
- Social media mobili per il personale sanitario globale[84]; ad esempio, la capacità di facilitare la connessione professionale e responsabilizzare il personale sanitario[85].